# Frame by frame
Frame by frame (FBF), är en filmteknik som innebär att man fotograferar en bildruta (frame) i filmen i taget och sedan sätter samman dessa så att de bildar en film.
Tekniken tillämpas ofta vid lerfigursfilm eller klippdockefilm, som till exempel South Park.
FBF kan även innebära att man går igenom varje bildruta och används ofta vid maskering då blue- eller greenscreen inte finns till hands.